# アイスカチャン
アイスカチャン（マレー語: Ais Kacang、マレー語発音: [aɪs ˈkatʃaŋ]）は、直訳すると「豆の氷」であり、Air Batu Campur（マレー語発音: [air ˈbatu tʃamˈpʊr]、「混ぜた氷」の意味）の頭文字をとってABCという名でも知られる、マレーシアのデザートである。シンガポールおよびブルネイでも一般的なデザートであり、シンガポールではice kachangと呼ばれる。
アイスカチャンは、東南アジアのコーヒーショップ、ホーカーセンター、フードコートで食べることができる。

## 概要
アイスカチャンは、元はかき氷と小豆だけで作られていたが、次第に様々な具材が入れられるようになっていった。今日では、アイスカチャンは様々な果物を入れて、色々なシロップをかけたカラフルな食べ物として提供されている。
マレーシアでは、ほとんどの場合、アタップチー（ニッパヤシの実）、小豆、コーン、グラスゼリー（仙草のゼリー）、寒天が一般的な具材として入れられる。一般的ではないが、アロエベラ、チェンドル、ナタデココ、アイスクリームが入れられることもある。仕上げに無糖練乳、コンデンスミルクまたはココナッツミルクと、ローズシロップまたはサルシシロップをかき氷の上から回しかける。店によっては、ドリアン、チョコレートシロップ、アイスクリームといった新しい具材を入れるところもある。カラフルなシロップを用いず、パームシュガーシロップだけをかけるバージョンもある。
アイスカチャン用のかき氷を作るために、大量生産ができるよう、削氷機が用いられてきた。元は手動の削氷機が用いられていたが、現在は電動の削氷機が用いられることのほうが多い。

## 歴史
アイスカチャンは、ペナン島で1930年代に考案された料理であるといわれている。考案当初の具材は、小豆、グラスゼリー、コーンであり、黒糖シロップ、ローズシロップ、コンデンスミルクを回しかけるものであった。

## 各地の類似料理
- バオビン（刨冰） – 中国
- エス・チャンプル – インドネシア
- エス・テレール – インドネシア
- グラッタケッカ – イタリア
- ハロハロ – フィリピン
- かき氷 – 日本
- ピンス – 韓国
- 紅豆冰 – 香港